# Trichomyia triflis
Trichomyia triflis är en tvåvingeart som beskrevs av Quate 1965. Trichomyia triflis ingår i släktet Trichomyia och familjen fjärilsmyggor.
Artens utbredningsområde är Filippinerna. Inga underarter finns listade i Catalogue of Life.